# 朝乃山広暉
朝乃山 広暉（あさのやま ひろき、1994年（平成6年）3月1日 - ）は、富山県富山市出身で、高砂部屋所属の現役大相撲力士。本名は石橋 広暉（いしばし ひろき）。身長189cm、体重164kg、血液型はA型。得意技は右四つ、寄り、上手投げ。最高位は東大関（2020年9月場所、2021年5月場所）。好物はブリの塩焼きと寿司。好きな音楽は洋楽、好きな漫画は『ザ・ファブル』。体力の衰えや病気などによる成績不振ではなく、不祥事によって大関から陥落するという珍しい経歴を持つ（詳細は後述）。

## 来歴

### アマチュア時代
富山県富山市呉羽町にて出生。出生時の体重は3678g。性格は明るく、幼少期は保育園に行くのが何よりの楽しみだった。小学1年生の時に始めた水泳は長続きしなかったが、富山市立呉羽小学校4年生からハンドボールと並行して相撲を始めた。相撲を始めたきっかけは小学4年生の頃に出身小学校の女性教員に相撲の大会に誘われたことであり、数日後に地元で行われた地区大会に出場したことで石橋の相撲人生が始まった。ハンドボールは小学4年生の頃から3年間行っており、富山県の強化選手に選ばれるほどの実績を残している。ハンドボールで実績を残していた石橋が相撲を始めると聞いた時、両親は遊び半分だと思っていた。母校の呉羽小学校のグラウンドの一角にある土俵の名前は「太刀山道場」であり、もし太刀山ゆかりの土俵がなかったら「（相撲を）やってなかったかな。相撲部もなかったんじゃないですか。横綱がいたからこそ、土俵ができたと思う」という。しかし、富山市立呉羽中学校進学後はハンドボール部の厳しい練習に耐えられずに退部し、相撲部へ入部した。相撲部の練習はハンドボール部の練習より厳しいものであったが、退部を切り出す機会が無いまま稽古に励んだ結果、中学3年次には全国都道府県中学生相撲選手権大会に出場している。この大会で左肘を負傷したことで相撲を辞めることも検討したが、富山県立富山商業高等学校相撲部監督の浦山英樹に「富商に来い。俺が強くしてやる」と声をかけられて同高校に進学した。高校入学時は身長183cm、体重100kgの石橋であったが、浦山は相撲部員としてひょろひょろであった石橋を陰で「かかし」と呼んでいた。高校2年生の時に額に剃り込みを入れて眉を整えたところ、ぶつかり稽古で胸を出した浦山にボコボコにされて砂まみれになり「おまえは相撲に気合入れんと、どこに気合入れとんじゃ」と激しく叱責された。高校時代は浦山の住んでいる寒江地区で毎年恒例の元日マラソンがあり、近道をすると浦山は必ず見つけて「ちゃんと走れ!」と叱ったが、ゴールすると浦山の家で部員達が特製の雑煮を食べるのがお決まりであった。高校3年生では選抜高校相撲十和田大会準優勝の実績を残した。
高校時代からプロ入りを意識しつつ近畿大学経営学部経営学科に進学すると団体戦でも活躍した。大学1年生の3月には高砂部屋が春場所の前に行う恒例行事である近大との合同稽古で当時幕下であった朝弁慶と稽古を行い、この時を石橋は「あれだけ重い人が思い切りぶつかってくるなんて、それまで経験したことありませんでした。まさしく戦車です。受け止められなくて吹っ飛ばされましたよ」と入幕後に述懐している。そのため、石橋は大相撲など自分とは無縁だと痛感し、角界に飛び込む気持ちなど全くなかった。2年生の時には玉木が早くから15代若松に誘われていたが、石橋には声が掛からなかった。 それでも、国体でも富山県代表選手に選抜され、2015年の国体で富山県の団体優勝に貢献した。大学時代に個人タイトルは最終的に7つ獲得したが、主要な大会のタイトルは無かった。しかし、4年生で国体成年の部4位、全日本相撲選手権大会ベスト4の実績を残したことで、2015年5月に創設されたばかりの三段目付出資格を取得した。全日本選手権をもって大学生としての全ての試合が終了した後は、大学2年次に受けた近畿大学OBの15代若松の勧誘が決め手となり、12月24日に高砂部屋への入門を発表した。入門に当たり、1年後の春には関取になって富山に帰りたいと抱負を語った。15代若松に勧誘された経緯について石橋は「最初は、若松親方が玉木を誘っているのを横で、直立不動で聞いているだけだったんですけど、気が付いたら自分も誘われていたっていう感じです」と話している。本来は勧誘を受けてもなお入門するつもりは無く、卒業後は富山に帰郷するつもりであったが、恩師の浦山から「お前には富山に就職先はない。高砂部屋に入れ」と言われており、石橋は後に「若松親方と浦山監督とで話を進めていたようです。監督にしてみれば、教え子が関取になっていないので寂しかったんじゃないかなと思います」と分析している。高砂部屋は師匠の7代高砂も近畿大学卒業生であり、同級生でチームメイトだった玉木も1場所早く初土俵を踏んでいる。その玉木は入門当初「朝玉木」を名乗ったが、石橋が入門すると本名で揃えたいという理由で四股名から「朝」の字を外している。石橋の三段目付出入門は2016年1月28日に日本相撲協会の理事会で承認され、同制度の初適用第1号となった。

### 大相撲入門後

#### 2016年
2016年3月場所で初土俵を踏むと、1番目から共に三段目付出となった同期入門の小柳と取組が組まれ、黒星発進となった。最後の7番目の相撲でも水戸司に逆転負けを喫して最終的に5勝2敗の成績だった。続く5月場所で初めて番付表に四股名が載ると6連勝の好発進となったものの、三段目優勝がかかった最後の7番目で前場所の序二段優勝者だった琴太豪に寄り切りで敗れて6勝1敗に終わった。翌7月場所も無傷の4連勝で幕下入りを有力な状況とし、5番目も幕下力士に勝利したが、6番目でこの場所を幕下優勝する竜勢に敗れた。最終的に6勝1敗の好成績により、9月場所で幕下へ昇進した。この場所も6勝1敗の好成績だったため、翌11月場所では関取昇進の可能性がある幕下15枚目以内の番付に昇格した。この場所は全勝すれば関取昇進というチャンスの場所であったが、同時に高砂部屋創設以来138年間必ず番付にいた関取がゼロになるピンチでもあった。結果、石橋は5勝2敗で関取昇進を逃し、朝赤龍が幕下陥落を余儀なくされたため、ピンチを回避することは叶わなかった。石橋は千秋楽の打ち上げの席で朝赤龍が高砂に泣いて詫びたことに関して「自分は直接、その場面を見ていなかったんですが、後から知らされました。（朝赤龍は）部屋の伝統をいちばん重く受け止めていたに違いありませんし、自分が勇み足なんかしないで勝てていればと、悔しくて、不甲斐なかったですね」と語っている。

#### 2017年 - 新十両、新入幕 -

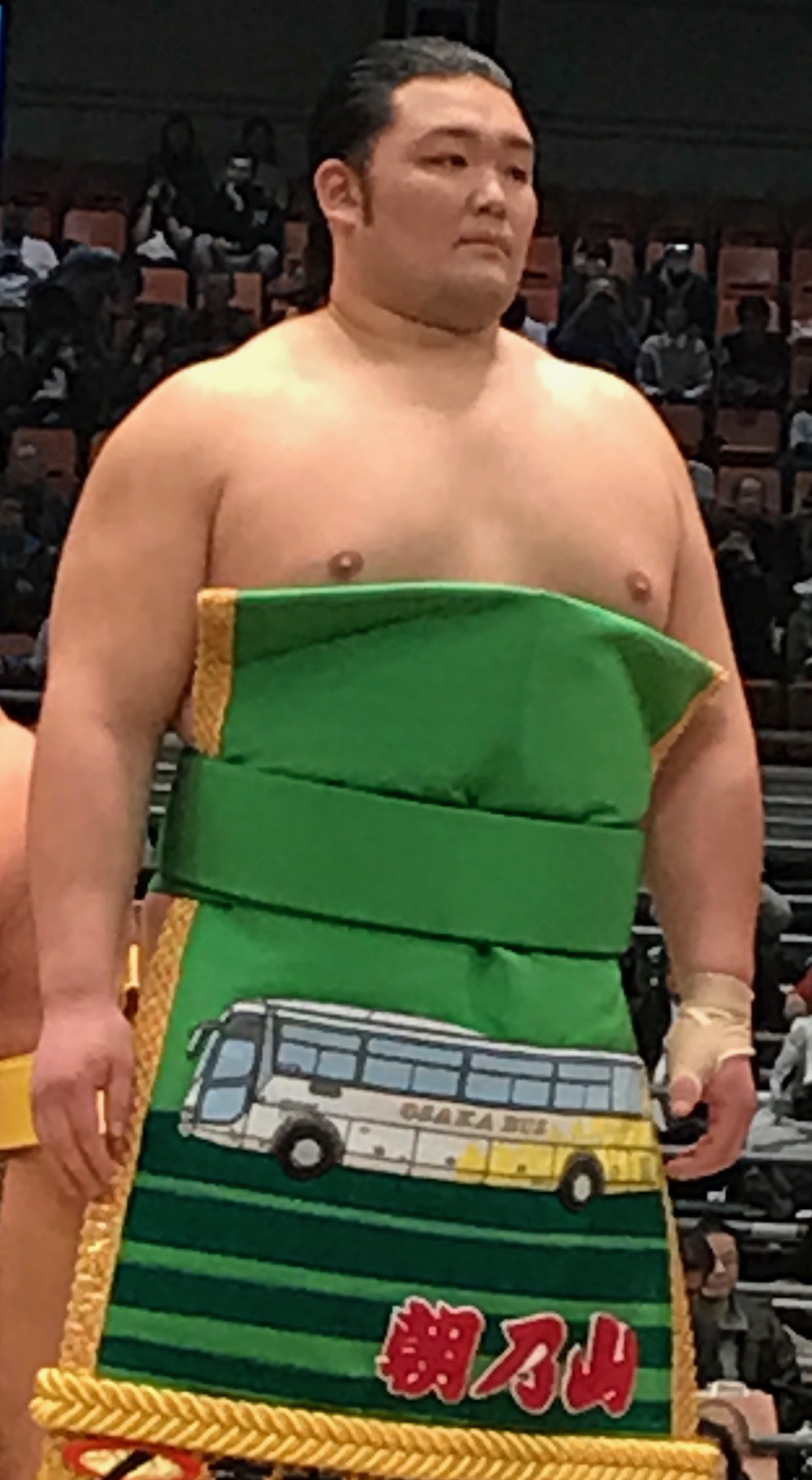
新十両時代の朝乃山

2017年は西幕下7枚目と初めて幕下一桁台の地位となって始まったが、その1月場所では7戦全勝の幕下優勝を果たし、同時に新十両昇進も確実とした。この場所は1878年の高砂部屋創設以来、初めて部屋所属の関取が不在となった場所であったが、これにより、関取不在は1場所で解消されることになった。また、富山県出身の関取は1997年5月場所限りで引退した琴ヶ梅以来途絶えていたが、こちらも20年ぶりに復活することとなった。そして、場所後の1月25日に開かれた番付編成会議にて、石橋の3月場所での新十両昇進が正式決定すると、同場所からそれまで本名のままだった四股名を「朝乃山 英樹」へと改名することを発表した。部屋伝統の「朝」の字に、故郷の富山や恩師浦山、同郷の大先輩である第22代横綱・太刀山に肖った「山」の字を四股名に含めた。下の名は、石橋が幕下優勝を決めた一番をテレビで見届けた翌日、膵臓がんで逝去した恩師浦山の名前をそのままつけており、四股名の考案は葬儀の日に高校の先輩と行った。なお、朝乃山の昇進で2017年3月場所の関取70人の内平成生まれが36人を数え、史上初めて番付上平成生まれの関取が昭和生まれの関取を上回った。
新十両となった3月場所では、途中で連敗もあったが最終的に10勝5敗の好成績を挙げて優勝決定巴戦にも進出したが、豊響に敗れて優勝とはならなかった。5月場所は8勝7敗で勝ち越し、西十両5枚目で迎えた7月場所は、初日に前場所で小柳から改名した豊山を破ってから8連勝で中日勝ち越しとなり、十両の優勝争いで単独トップに立った。9日目に魁聖に敗れて初黒星となり、初日に自身に敗れた後8連勝とした豊山と並ぶ形となった。10日目・12日目も黒星がついたが、優勝争いで並んでいた豊山も揃って負けたため、優勝争いの先頭には残り続けたが、12日目に3敗となった時点で大奄美も優勝争いの先頭に並んだ。13日目に豊山が大奄美に敗れて4敗に後退し、14日目に大奄美が敗れて4敗となると再び優勝争いの単独トップとなったが、千秋楽の本割で大奄美に敗れて4敗となったことで、優勝争いの決着は再び優勝決定戦に、それも豊山を交えた自身2度目の巴戦になったが、大奄美に敗れて2度目の決定戦も敗退となった。8月2日に行われた夏巡業富山場所では長い時間土俵で胸を出し、錦木などと稽古を行った。懸賞が3本懸っていた千代丸との取組は寄り切りで勝利。翌9月場所は新入幕で東前頭16枚目となった。
新入幕の9月場所は、7日目まで白星と黒星が交互に並ぶ星取りもあったが、上位力士の不調もあり13日目終了時点で3敗で単独首位の豪栄道を1差の4敗で追うという展開で、新入幕ながら優勝争いにも関与した。14日目に自身が敗れて豪栄道が勝ったため優勝争いからは脱落したが、10勝5敗の好成績で敢闘賞を獲得した。もしこの場所で優勝すれば、1914年の両國勇治郎以来103年ぶりとなる新入幕での幕内最高優勝となったため、そのことから報道上でも話題になった。敢闘賞を手にした朝乃山は千秋楽の支度部屋で「上位とも当たり、いい経験になった。新入幕で勝ち越しで終われるとは思っていなかったので、自分が一番驚いている。幕内で二桁勝利は自信になります」と話していた。10月15日の秋巡業京都場所ではぶつかり稽古で白鵬に胸を出してもらった。17日の岐阜場所では稀勢の里と三番稽古を9番行い3勝6敗。稀勢の里も「当たりが強い。伸びしろもまだまだある」と評価した。11月場所は番付運にやや恵まれず、4枚半上昇の西前頭11枚目で迎えた。この場所は2度の4連敗を喫するなど先場所から一転不調に陥り、5勝10敗と二桁の負け越しとなった。

#### 2018年
11月場所は幕内残留も危ぶまれる星であったが、2018年1月場所は西前頭16枚目に留まり、9勝6敗で勝ち越した。この場所は初日から6連勝を挙げているが、本人は「幕尻なのでうれしくない」と場所後の雑誌のインタビューで答えている。5月場所は10日目の安美錦戦で肩透かしにより敗れ、その際に左足首を負傷した影響で終盤戦は1勝4敗と失速、この場所は7勝8敗と勝ち越しを逃した。周囲からは「なんであと1番、欲を出していかなかったんだ」と苦言を呈され、師匠からも不甲斐ない相撲を一喝された。西前頭13枚目で迎えた7月場所は序盤から好調で、9日目を終えた時点で8勝1敗の成績だった。この時点で既に全勝の御嶽海の他に1敗までの力士がおらず、唯一自力優勝の可能性がある立場となったが、10日目に北勝富士に敗れて2敗に後退。終盤は上位力士との割が組まれたことで少し失速したが、それでも幕内では自己最高となる11勝4敗の成績を挙げ、最終盤まで優勝争いに加わったことで自身2度目となる敢闘賞を受賞した。5月場所に勝ち越しを逃した悔しさから奮起し、欲を出して三賞を狙いにいった結果であった。9月場所は自己最高位となる西前頭5枚目まで番付を伸ばした。この場所は久しぶりに横綱・大関陣が揃って出場したこともあって、15日間のうち自身より番付上位の力士との取組は僅か3番しかないなど割に恵まれて序盤は白星を先行させた。しかし7勝3敗から5連敗を喫するなど終盤に急失速して7勝8敗の向こう給金に終わった。西前頭5枚目と番付を据え置かれた11月場所は、場所を通して波に乗れず、6勝9敗と2場所連続の負け越しを喫した。

#### 2019年 - 5月場所に初優勝 -
2019年1月場所は西前頭8枚目に番付を下げて迎えた。この場所は初日から5連敗を喫したが、6日目に阿炎を押し出して初白星を挙げるとこの日から3連勝。さらに1日置いた10日目からも4連勝するなど千秋楽に勢を左上手投げで這わせて3場所ぶりの勝ち越しを決めた。3月場所は10日目まで7勝3敗と好調であったが、カキを食べて食中りを起こした影響で11日目から5日連続で給金相撲を逃し、千秋楽に琴恵光に右すくい投げで敗れて7勝8敗と勝ち越しを逸した。この悔しさから心機一転し、春巡業では毎日稽古土俵に上がってみっちりと稽古をした。さらに、番付発表後も、午前中の稽古が終わってちゃんこを食べた後、部屋の地下にあるトレーニングルームで汗を流すようになった。

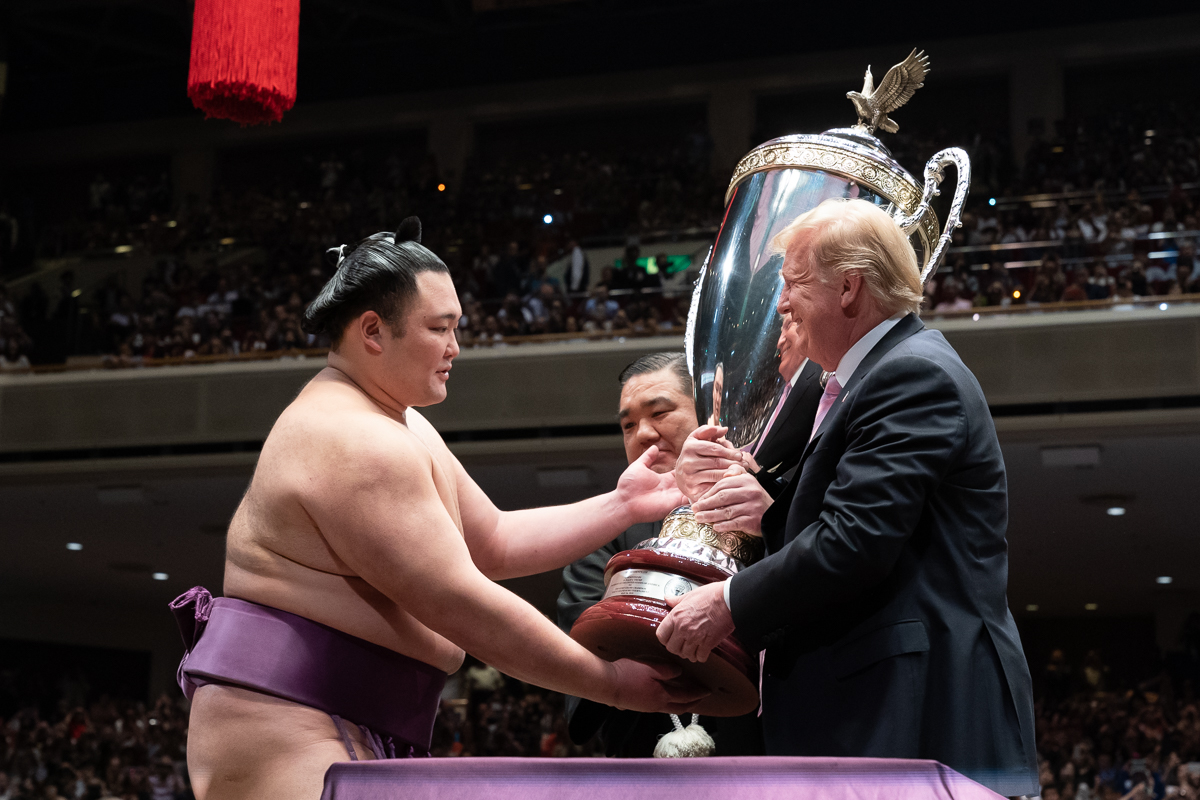
ドナルド・トランプより大統領杯を授与される

また、夏場所から、場所中は禁酒することと生ものを一切口にしないことを心に決めた。西前頭8枚目で迎えた5月場所は絶好調で、9日目にここまで対戦成績で1勝5敗と苦手にしていた竜電を寄り倒して勝ち越しを確定させた。11日目を終えて10勝1敗で単独トップとなり、13日目は優勝争いを優先して「割崩し」がされる形で2敗の自身に対して3敗で追う栃ノ心との対戦が決定した。取り組みでは際どい相撲となり、物言いの末、行司軍配差し違えで朝乃山が勝利、この後横綱・鶴竜が結びで高安に敗れたことにより再び単独トップに浮上する。14日目は大関・豪栄道に勝ち12勝目を上げ、それまで3敗で追っていた鶴竜が敗れて4敗になったため、自身初の幕内最高優勝を確定させた。富山県からは大正5年夏場所の横綱・太刀山以来103年ぶり、三役経験のない力士の優勝は昭和36年夏場所の佐田の山以来58年ぶりとなる快挙を挙げた。髙砂部屋及び髙砂一門としては朝青龍明徳以来。さらにこれが「令和」初の幕内最高優勝となり、来日していたドナルド・トランプ大統領から「アメリカ合衆国大統領杯」を授与され、初代受賞者になった。
優勝翌場所となる7月場所は、自己最高位の前頭筆頭に番付を上げ、初の上位総当たりの番付となった。この場所は初日に大関・豪栄道、5日目に大関・栃ノ心を共に寄り切りで破ったが、横綱2人の牙城を突き崩すことはできなかった。その後、1度も白星が先行することはなく、13日目に碧山に叩き込みで敗れて負け越しが決まった。それでも、この場所は残りをすべて勝利し、7勝8敗で終えた。9月場所前に左脚の蜂窩織炎を発症するなど体調が万全ではなく、新番付発表の8月26日以降、相撲を取る稽古は3日しかできなかった。ところが9月場所が始まると。12日目に4敗目を喫するまで優勝争いに加わり、対戦した1横綱2大関すべてから金星を含む白星を奪った。5日目に奪った金星は鶴竜からのものであり、自身3度目の横綱戦にして寄り切りで勝利した格好となっている。この金星は幕内100勝目という節目の白星でもある。場所を10勝5敗で終え、自身5回目の三賞受賞となり、2回目の殊勲賞を獲得した。11月場所は新三役となる小結に昇進。新三役昇進会見では11月場所での勝ち越しを宣言し、師匠の7代高砂も大関への昇進などさらなる躍進を期待した。ところが場所初日から1週間を切った11月4日に出羽海部屋で行った出稽古では御嶽海、栃ノ心、碧山、栃煌山と申し合いを行って2勝8敗と不調が伝えられた。11月場所はまたこの年の年間最多勝が懸かっており、9月場所終了時点で44勝と1勝差で暫定1位の御嶽海と阿炎を追う格好となった。新小結として迎えた11月場所は序盤から好調であり、2日目には押し相撲の大関貴景勝を鮮やかな左上手出し投げで破った。さらにその後も快調に白星を重ねていき、10日目に明生に何もさせず、右四つ、左上手を取って一気に寄り切って給金を直した。12日目に3敗目を喫して優勝争いからはほぼ脱落するが、13日目、14日目は平幕の琴勇輝、竜電に難なく勝利した。しかし、千秋楽はこの場所敢闘賞を獲得した正代に一気に寄り切られ、11勝4敗で終えた。
9月場所で10勝、11月場所で11勝を挙げたが、9月場所は平幕であったため、審判部の高島部長代理は1月場所が大関取りの場所ではないとの見解を示した。また、自身初めての幕内で年間最多勝を獲得したが、55勝での達成は年6場所制定着（1958年）以降では史上最低数の記録である。朝日新聞はこれについて、横綱、大関の力が落ちて全体の成績が団子状態になっていること、成績の浮き沈みが激しくなりがちな押し相撲が幕内全体に浸透していることを指摘している。12月14日の2020年1月場所番付発表によって新関脇となる東関脇に昇進。富山県出身では1986年9月場所の琴ヶ梅以来、戦後3人目。三段目最下位格付出デビューでは初めて。部屋からは2007年9月場所の朝赤龍以来。本人は関脇昇進会見で「うれしい。（関脇は）三役、小結になって勝ち越さないとなれない地位。先場所2桁勝てたのが良かった」と笑顔を見せ、1月場所の成績次第で大関昇進も見えてくることについて「来場所（初場所）2桁勝たないと意味がないので、先のことは考えずにやっていきたい」と語った。

#### 2020年 - 大関昇進 -
1月場所は成績次第で大関昇進とも言われる中で初日から3連勝。しかし4日目に敗れてから相撲が崩れ始めて11日目に5敗目を喫し、場所後の大関昇進とはならず来場所以降につなげるためにはもう負けられない状況となった。それでも2大関を力強い相撲で撃破するなど残り4日を4連勝でしめて10勝5敗で場所を終え、3月場所で12勝以上すれば「三役で3場所合計33勝以上」を達成する状況となった。
大関昇進が懸かる3月場所は充実した取組で白星を重ねて2敗を喫したものの10日目に勝ち越し、12日目に4場所連続となる二桁の白星を挙げた。13日目に2敗同士の一番で白鵬に、14日目に星の差一つの鶴竜に敗れ、この時点で大関昇進の目安とされてきた12勝、3場所33勝に届かないことが確定した。それでも、千秋楽は一人大関で7勝7敗の貴景勝を内容よく下して、11勝4敗、3場所32勝とした。その後千秋楽の相撲も含めて取り口が安定していることが評価され大関昇進の臨時理事会が開かれることとなった。3場所での三役通過は年6場所制となった1958年以降では2場所の照ノ富士に次ぐ2番目のスピード記録。学生相撲出身者では琴光喜以来13年ぶりの大関昇進。
大関昇進に際して3月場所千秋楽を終えた時の気持ちを聞かれると「4敗目を喫して、自分の中では大関はないと思った。でも、もう1番あったので、来場所につながるよう自分の相撲を取り切ることを考えた」と答えた。
なお、直前3場所通算32勝で大関昇進が承認されたのには「4場所連続で2桁勝利をしており、安定した成績を記録している」 と評価されたことに加え、「昇進させなければ東西に大関が揃わない」「貴景勝が負け越して角番になるため、5月場所 の結果次第では関脇に陥落し、7月場所から大関不在の恐れがある」などの事情を考慮したものと思われる。
3月25日に高砂部屋大阪場所宿舎で行われた大関昇進伝達式では、理事の11代出羽海と審判委員の20代千田川を使者として迎え、口上では「大関の名に恥じぬよう、相撲を愛し、力士として正義を全うし、一生懸命努力します」と述べた。
2019新型コロナウイルス感染拡大を受けて土俵での稽古が自粛されていた頃には縄跳びで足腰を鍛えていた。
新大関として迎える7月場所は東京開催となったが、「新型コロナウイルス感染症対応ガイドライン」に基づき観客を入れての開催となった。初日から好調で自身初の中日勝ち越しを決め9日目まで白鵬と共に全勝で並んでいた。新大関の初日からの9連勝は15日制以降歴代3位タイの記録となった。しかし、10日目に関脇の御嶽海に敗れ土がついた。一方、10日目まで全勝だった白鵬は11日目に小結の大栄翔、12日目に関脇の御嶽海に敗れ13日目から休場したことで、12日目以降は同様に一敗の照ノ富士との優勝争いとなった。13日目に一敗同士の相星決戦となったが照ノ富士に敗れ、優勝争い一歩後退となった。14日目は照ノ富士が正代に敗れ並んだものの自身も結びで照強に敗れ三敗目を喫した。しかし、千秋楽は照ノ富士に目の前で優勝を決められたものの開き直って正代を下し、新大関として12勝を記録した。
初の東大関として迎えた9月場所では初日から3連敗スタートだったが4日目以降は10連勝とし13日目まで優勝争いに加わった。しかし、14日目に大関昇進を目指す関脇の正代に敗れ優勝争いから脱落し千秋楽では貴景勝に久し振りに敗れ10勝5敗で終えた。
11月場所では初日は快勝したものの、2日目に三役に復帰した元大関の照ノ富士に敗れた際に肩を痛め、「右肩三角筋挫傷でおよそ4週間の治療を要する見込み」という診断書により翌日の3日目から休場した。

#### 2021年
1月場所は、自身初の角番を休場明けで迎えた。6日目までに3敗するなど序盤は波に乗れなかったが、そこから盛り返して11日目に角番を脱出。11勝4敗で場所を終えた。
3月場所は、12日目まで優勝争いに残っていたが、13日目に大関・貴景勝に敗れて4敗となり優勝争いから後退した。14日目には照ノ富士にも敗れ、5敗目を喫した。千秋楽では正代との大関同士の対戦を制し、この場所は10勝5敗で終えた。
5月場所は、11日目まで7勝4敗で来ていたが、新型コロナウイルス対応ガイドライン違反（後述）により12日目より休場となり、最終的な結果は7勝5敗3休（7勝8敗相当）の負け越しとなった。
7月場所後の同月27日、日本相撲協会は朝乃山を含む高砂部屋の力士6人と8代高砂が新型コロナウイルスに感染したことを発表した。
8月16日、朝乃山の父が急性心原性肺水腫のため死去していたことが関係者の話で分かった。同月24日、両国国技館で健康診断を受診した朝乃山は、「一日一日をしっかりやっていきたいです」と父親が待ち望んでいた再起への決意を示した。
11月場所中は、新十両の弟弟子・朝乃若と宿舎の同室で暮らしており、助言をし、支えとなっていた。朝乃若は新十両場所で勝ち越している。

#### 2022年 - 6場所出場停止からの復帰 -
2022年1月場所3日目（11日）にNHK大相撲中継の解説者を務めた15代若松は、朝乃山が部屋の幕下と稽古するようになり、四股やすり足などの基礎トレーニングで汗をかいていると明かしている。「ただ、やっぱり気持ちがね、目標がないので、本来の集中力はないですけど」と心配する言葉もあった。
5月場所前には太腿に軽い肉離れを起こしたが、15代若松によると場所中には十両の朝乃若と稽古できるほど状態が良くなっているという。

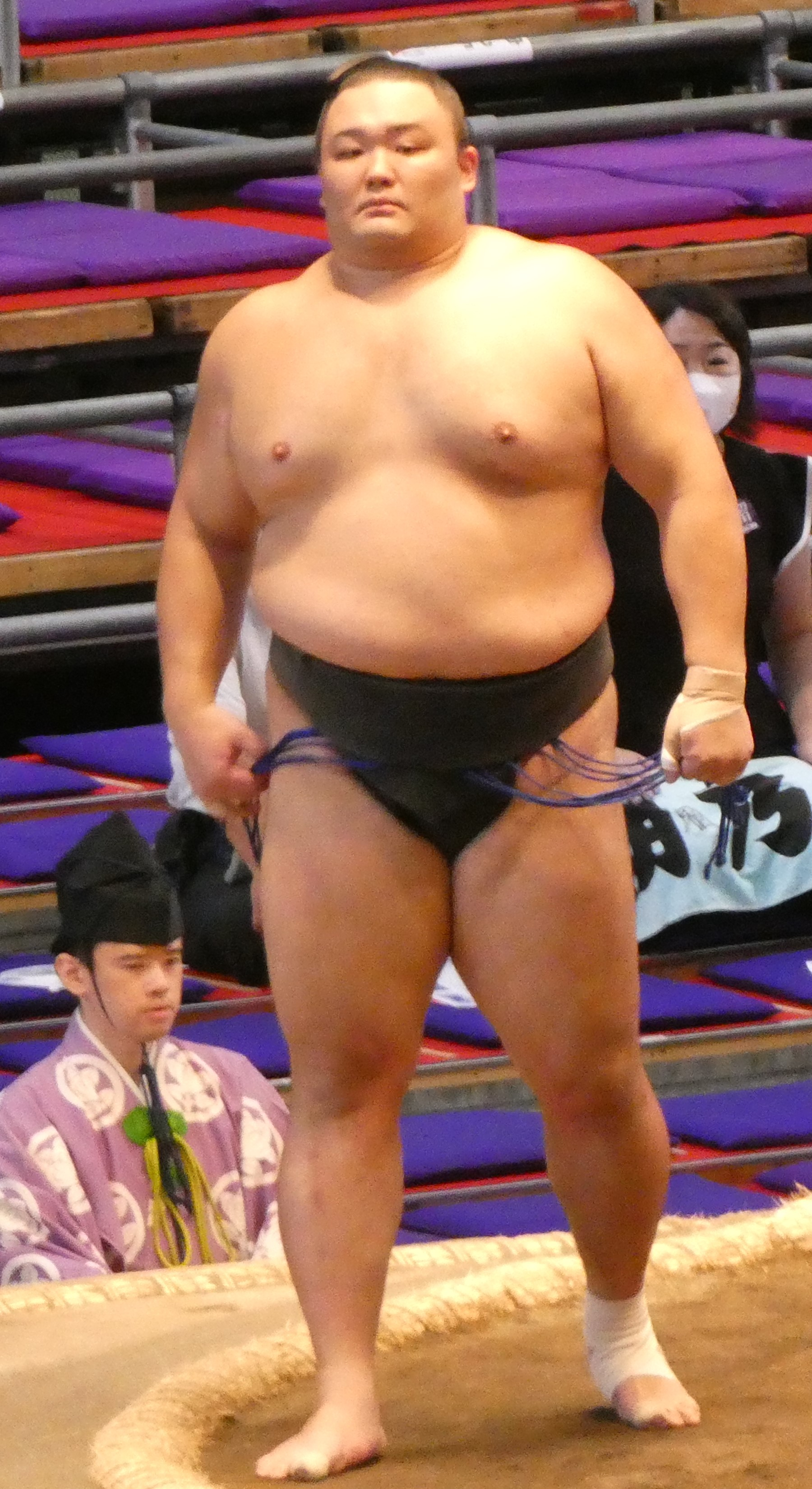
三段目復帰時の朝乃山

7月場所は処分明けとなるが、6月11日の朝稽古では申し合いで24番取り、朝乃若に9勝3敗と順調な仕上がりを見せた。処分期間中も大関経験者だからといって特別扱いはされず、若い衆用の部屋で生活し、雑用やちゃんこ番を行ったという。師匠の8代高砂は、出場停止の期間中の朝乃山について「やっぱり1年は長いけど、我慢、我慢しか言っていない。くじけそうになったこと？休んでから（昨年）秋ごろ、半年以上は気持ちも上がりづらかった」「（昨年）9月場所後から体も大きく戻ってきている。気持ちも落ち着いているような、自分で受けて入れているような感じはあるんじゃないかな」と話している。復帰に向けてどんどん動きもよくなってきているという。朝乃若も取材に応じ「最初はすごく反省というか、気持ちが落ちていて、本当に大丈夫か心配していた」と当時を述懐し、「（復帰が）近づくにつれて元気も出てきて、稽古もすごい復活してきた」と証言した。
三段目22枚目として再出場をする7月場所の新番付では四股名を「朝乃山英樹」から本名にちなんだ「朝乃山広暉」と改めた。入門当初は本名の「石橋広暉」を四股名としており、原点回帰の気持ちがにじんでいると報道されていたが、本人は「不祥事を起こし先生の名前を名乗れない」としている。
場所2日目の1番相撲の7月11日で、2021年5月場所11日目の5月19日以来、418日ぶりの本場所出場。東三段目22枚目・剛士丸（武蔵川部屋）を寄り切りで破り、復帰場所で白星発進を飾った。取組後のオンライン取材で「花道に入ってからたくさんの方が拍手してくれてすごくうれしかった。1年前に自分の不祥事で出場停止になったので、来年（今場所）の復活まではしっかり稽古して体が落ちないように、もう1回応援、信用してもらえるように頑張りました」と話した。出場停止期間中で一番つらかったこととして「不祥事を起こした時に相撲協会にウソをついたことです」と明かした。この場所は7戦全勝で三段目優勝した。
9月場所は7戦全勝すれば十両昇進が確定する幕下15枚目以上の地位となる東幕下15枚目に番付を戻した。場所2日目の1番相撲で2021年学生横綱で幕下15枚目格付出として初土俵を踏む川副圭太との取組が決定した際は話題となった。そして話題の一戦は寄り倒しで朝乃山が制した。その後も順調に白星を重ねたが、6番相撲で勇磨猛に敗れ年内での関取復帰の可能性がなくなった。7戦全勝での関取復帰は既定路線のように見られていただけに、この時は「まさか」と意外の念を以って受け止められた。それでも千秋楽の7番相撲は勝ち、この場所を6勝1敗で終えた。
東幕下4枚目で迎えた11月場所、前の場所同様9日目までに5連勝を果たしたが、6番相撲で優勝した玉正鳳に敗れ6勝1敗で終える。13日目終了時点で関取昇進候補として2番手となり、場所中に幕内千代大龍、場所後に十両豊山が相次いで引退したことにより関取昇進枠が2枠空いたため、場所後の再十両が確実になった。千秋楽終了後、報道各社は十両復帰確実であることを伝えた。場所後に十両復帰が正式に決定。

#### 2023年 十両優勝～幕内復帰
2023年（令和5年）1月場所14日目は東十両7枚目の千代の国に勝ち13勝1敗、東十両5枚目の金峰山が幕内での取組で東前頭15枚目の剣翔に敗れて11勝3敗、これにより朝乃山の十両優勝がこの時点で決まった。十両優勝を決めた1月21日は恩師の浦山英樹の命日で、この十両優勝に際して「1つでも恩返しができたら良いなと思っています。白星が取れて良かった」とコメントしている。場所は14勝1敗で終え、十両1場所通過が有力視されることとなった。2月14日の部屋での稽古では、出稽古に来た関脇・若隆景や小結・霧馬山らと計26番取り、若隆景に4戦全勝、霧馬山に8勝4敗、合計20勝6敗と好調を示した。しかし、幕内昇格の枠が4空いたのに対し、十両上位力士の成績との兼ね合いで昇進順位5番手となり、3月場所は東十両筆頭にとどまった。
3月場所は9日目に勝ち越しを確定させ、この時点で再入幕が確実となった。9日目の取組後に本人は「もう1度、富山のスーパースターになるために頑張りたい」と語った。場所では終始優勝争いに加わったが、12日目終了時点では11勝2敗に後退し、単独トップを逸ノ城に譲った。結局逸ノ城が千秋楽に14勝1敗の成績を上げたことで自身の取組前時点で優勝が消滅し、13勝2敗で場所を終えた。場所後の春巡業福井場所では発熱のため一時帰京となった。約1週間後の藤沢場所で巡業復帰。
5月1日の5月場所番付発表にてほぼ2年ぶりとなる幕内再昇進（復帰）が発表された。東十両筆頭から13勝2敗で3枚半上昇止まりは異例の不運である。番付発表の際「ここからが本当の勝負だと思います。目標として、今年中に三役を目指していますので、早くそこに近づきたいです。幕内復帰の5月場所では、最低でも2ケタは勝ちたいですし、できれば、その上を目指して、1つでも多く白星を積み重ねていきたいです」と抱負を語った。5月場所前にはサンケイスポーツの記事で「朝乃山の力ならこの地位では大きく勝ち込んで終盤上位と優勝を懸けての対戦も夢ではない」と予想された。5月4日の稽古総見を見た山内昌之横綱審議委員会委員長は「何よりも朝乃山が幕に帰ってきて元気な姿を見せた。四つに組んでも押しても、そこそこの力を見せて、もう少しで本人も満足する領域に入っているんじゃないかと思う」と期待した。場所直前の5月12日、朝乃山本人は「2ケタ以上、絶対に勝ちます」と宣言。場所直前の花田虎上のコラムでは年齢的な衰えが若干あると指摘された。場所では9日目の竜電戦で勝ち越しを決め、この時点で1敗と優勝争いに加わっている状況となった。12日目終了時点で2敗と1差で優勝争いのトップを追っている状況を受けて、13日目首位の1敗の照ノ富士と対戦することになった。照ノ富士との対戦では左を抱えられて出たところを小手投げに敗れ、3敗目を喫したことで自力優勝の可能性が消滅。それでもこの場所は12勝3敗の好成績。千秋楽で勝った場合という条件付きで敢闘賞受賞候補に上がったが、出席委員の過半数の得票に至らず受賞を逃した。7月場所は7日目まで4勝3敗とまずまずの星取りであったが、同日の豊昇龍戦で左腕を傷め、中日に協会に「左上腕二頭筋部分断裂で4週間の局所安静を要する」との診断書を提出して休場した。しかし怪我の治りが思いの外早く、12日目より再出場。再出場後は4番全てに勝利し8勝となったため、結果的に途中休場ながら勝ち越しとなった。夏巡業は7月30日の沼津市での巡業に参加した後に休場したが、8月19日の長岡場所から復帰。
9月場所では、連勝スタートするも、3大関に敗れるなど、6日目終了時点で2勝4敗と黒星先行だった。しかし、その後白星を伸ばし、13日目に勝ち越し。千秋楽は、勝てば幕内最高優勝が決まる熱海富士を寄り切り、9勝6敗で場所を終えた。11月場所の三役昇進枠は2枠あったが、千秋楽の取組終了時点で東前頭筆頭で8勝7敗の北勝富士、東前頭2枚目で9勝6敗の阿炎が優先となる公算が立ち、三役復帰は先送りの見通しとなった。本人は「負けられない気持ちだった。ただ阿炎関が勝ったので…」と苦笑していた。場所後の秋巡業広島場所で左ふくらはぎ肉離れを負い、番付発表後も四股や摺り足ができない状態で、場所前の11月1日には相撲を取る稽古をせずぶっつけ本番で出場する意向を示した。現役時代の師匠であった7代高砂の4代朝潮こと長岡末弘の訃報が伝えられると「白星を積み重ねて恩返しをしたい」と語っていたが。だがその気持ちとは裏腹に、10日には協会に「左腓腹筋損傷により2023年11月9日より3週間の安静加療を要する」との診断書を提出し、初日から場所を休場することを決めた。中日より途中出場し、その中日は貴景勝に下手投げで勝利し、これにより期待されていた貴景勝の綱取りが消滅した。最終的には4勝4敗7休で終え、これは番付編成上4勝11敗相当となるため、翌2024年（令和6年）1月場所では一旦復帰後初の番付降下となる。目標に掲げていた2023年の内の三役復帰は叶わなかったため、「三役復帰へ一から出直したい」とのコメントを残した。12月の冬巡業では怪我をしないように慎重を期した調整をしていた。

#### 2024年
2024年1月場所前の稽古では左足の回復をアピール。7日目まで幕内で唯一の勝ちっぱなしだったが、中日に玉鷲に敗れた後で土俵下でしばらく右足首を気にする様子が見られていた。9日目から休場したが、13日目から再出場して勝ち越しを決め、最終的には9勝3敗3休で終えた。
3月場所は西前頭筆頭の地位で土俵に上がり、13日目終了時点で8勝5敗と念願の三役復帰の資格を得た状況となったが、14日目に自身を破った時点で幕内最高優勝が決まる尊富士と対戦することが決定。既に2桁黒星が確定した霧島、首の状態が思わしくない貴景勝の2大関では好勝負は望めないものと審判部は判断したと見られる。この場所は3場所ぶりに皆勤して9勝6敗で取り終えた。
春巡業中の4月25日に右膝を負傷し、右膝内側側副靱帯損傷で全治3週間と診断され、5月1日頃まではギプスで患部を固定していた。本人は「膝のけがは初めてなので、だいぶ嫌な感じ」とコメント。5月場所の番付では東小結となり、東関脇で出場停止中であった2021年9月場所以来16場所ぶりに三役に返り咲いたものの、その負傷が響いて調整が大幅に遅れ、5月場所の休場を決めた。
東前頭12枚目に番付を下げた7月場所は初日から出場して3連勝したものの、4日目の一山本戦で左膝をひどく負傷し、自力で立てず車椅子で退場する事態となり、5日目から休場した。左膝靭帯の再建手術を受けるため、部屋関係者は「1年は土俵に戻れないかもしれない」と話した。左膝の手術は成功したが、当面は通院しながらリハビリを行っていく計画で、土俵復帰は2025年1月場所となる見通しと報道されていた。再びかなり番付を下げることになるが、それでも再び幕内土俵に戻ることを目標に、復活への意欲に満ちているという。
西十両3枚目に降格した9月場所は初日から休場。日本相撲協会が公表した診断書には「リハビリテーション中」「9月中の安静を要する見込み」と記されていた。
10月23日の報道によると、2025年3月場所での土俵復帰を目標にしているという。これについて自身は「日数的には春が妥当じゃないかと思う。1月（初場所）に無理しなくてもいい」とコメントしていた。
11月場所は東幕下筆頭に陥落。大関経験者が2回幕下に陥落することは史上初で、幕内最高優勝経験者としては德勝龍に続いて史上2例目。同場所も全休。

#### 2025年
1月場所は西幕下41枚目となり、同場所も全休した。場所後の2月、3月場所での復帰に向けて、相撲を取る稽古を行っていることが報じられた。3月場所は西三段目21枚目に陥落したが、同場所で土俵に復帰し、同部屋の朝玉勢と共に6戦全勝で13日目の7番相撲を迎えるという展開となり、13日目には千代大牙に勝って7戦全勝とした。その前に朝玉勢が敗れたため、朝乃山の2度目の三段目優勝が決まった。
西幕下14枚目で迎えた5月場所は7戦全勝なら7月場所での十両復帰の可能性があったが、4日目の2番相撲で東誠竜に寄り倒され、301日ぶりに相撲を取っての黒星を喫し、これにより7月場所での十両復帰は失敗に終わった。それでも最終的には6勝1敗で取り終えた。7月場所は西幕下筆頭まで番付を戻して5勝2敗とした。場所後の番付編成会議で関取復帰が発表。また、同部屋の朝白龍、朝翠龍も新十両となり、同部屋で3人が十両昇進を果たすのはは1979年秋場所で琴の龍と琴千歳が新十両、琴立山が再十両の佐渡ケ嶽部屋以来の46年ぶりである。

## 新型コロナウイルス対応ガイドライン違反

### 問題の発覚と経緯
2021年5月場所11日目（19日）、朝乃山が新型コロナウイルス感染症流行拡大による緊急事態宣言中（4月25日 - 5月11日、5月末まで延長） の4月30日、5月7日に神楽坂のキャバクラを訪れていたことが週刊文春により報道された。朝乃山は4月30日、男性2人と午後10時過ぎに入店し午前1時過ぎに店を出ている。5月7日には西麻布に向かい、午前3時ごろに高砂部屋に戻ったという。
この報道が事実であれば、日本相撲協会の新型コロナウィルス感染症対応ガイドライン 違反となる。相撲協会は番付発表後（5月場所は4月26日）からの4週間は力士たちに私的外出を禁じていたためである。そのため、報道の前日（18日）に協会の尾車コンプライアンス部長（元大関・琴風）が朝乃山に事情聴取を行っていたが、朝乃山は「事実無根です」と答えていた。尾車部長は「後に事実だと分かれば大変なことになる」と念を押していたという。事実関係がはっきりしていないこともあり、19日の段階では休場しないとの発表であった。
だが、11日目（19日）の取組後、朝乃山はオンライン取材の場に現れなかった。週刊誌の記事内容と朝乃山本人の話に齟齬があったため、協会は師匠（8代高砂、元関脇・朝赤龍）同伴で再び朝乃山を聴取した。同席した顧問弁護士の求めでスマートフォンを調べたところ、残っていた位置情報から報道が指摘した日に店にいたことが判明した。問い詰められた朝乃山は一転して事実を認め、虚偽報告が明らかになったという。師匠の判断により、12日目（20日）より休場となった。
場所前、相撲協会は全力士に対してPCR検査を行っている（全員が陰性と同月3日に発表）が、朝乃山だけはその後の5月7日にも店を訪れていた。相撲協会の芝田山広報部長（元横綱・大乃国）は「万が一感染したら、お客様に対しても裏切り行為になる」と危機感を述べ、「こんなコロナ禍の大変なときに、大事な本場所に大きな穴を空けたということは重大な責任であります。協会の最高位である看板を背負っている本人が穴を空けたということには、重大な不祥事だということ」と語った。同日の結び後、マスコミの取材に応じた錦戸審判部副部長（元関脇・水戸泉）が朝乃山の不祥事について、「ちょっと頭が痛い。優勝が懸かる終盤戦、あんなことで穴を空けるなんて、お客さんも残念だと思う。ケガだったら仕方ない部分もあるが…。若いというのもあるかもしれないが、大関という立場もあるのでね」と取組編成を担う部署としての困惑と悩みを口にしている。
虚偽報告の判明を受け、相撲協会はコンプライアンス委員会（青沼隆之委員長＝元名古屋高検検事長）に詳しい調査と処分意見の答申を依属した。
22日、芝田山広報部長が電話取材に応じ、21日に朝乃山に対する聞き取り調査が行われたことを明かした。朝乃山が協会の新型コロナ感染対策ガイドライン違反を犯していたと判明したという。コンプライアンス委員会が本格的に事実関係の調査を進めており、場所後の27日の理事会の段階では処分については話し合われない。
6月4日、コンプライアンス委員会は会合を開き、「朝乃山の複数場所の出場停止」と処分意見をまとめたことが報じられた。相撲協会の関係者によると、朝乃山は引退勧告ではなく同月11日に開かれる臨時理事会で処分が決定することがほぼ確定的となった。2020年11月に部屋の師匠となった8代高砂が、自宅から通いの状態であることについても議論が及んだという。
同月11日には朝乃山が引退届を提出しており、預かりとなっていることが報じられた。

### 朝乃山と8代高砂（元朝赤龍）の処分
6月11日、朝乃山の処分を決める臨時理事会が開かれた。
コンプライアンス委員会からは「6場所の出場停止と50%の減給6ヶ月」という処分意見がまとめられ答申された。
理事会では答申通りの処分で決定された。また、既に提出されていた引退届については、「今後は程度を問わず、協会に迷惑をかける行為をした場合には預かっている引退届を受理すること」と、「そのことを了承する旨の誓約書を提出すること」という条件付きで、受理しないことを決定した。師匠の8代高砂は20%の減給処分3ヶ月となった。
朝乃山は大関であるため『実績による』年寄名跡取得資格は持っているが、年寄を襲名するには年寄資格審査委員会の承認を得なくてはならない。『土俵態度や生活態度』も審査対象となるため、協会の看板力士であっただけに関係者が「後で事実と分かったら大変なことになる」と何度も助け舟を出したにも関わらず虚偽説明で逃げ切ろうとした朝乃山には、親方となる道は閉ざされている状況である。朝乃山は今後1年間、場所には出場しないものの地方場所には帯同するという。
朝乃山は理事会で、「大変申し訳なかったです」「日本相撲協会に迷惑をかけました」と四方に向かって詫びたという。また同日夜に東京後援会幹事長のもとに「厳粛に受け止めて出直します。再起を目指して頑張ります」と現役続行の意思を示す電話をしている。高砂部屋は公式サイトに謝罪文を掲載した。
朝乃山と似たような問題を起こして、2020年7月場所を途中休場となった阿炎も『3場所出場停止・5ヵ月50%の減俸処分』の厳罰を受けており、横綱候補として大きな期待を受けてきた大関でもある朝乃山には、さらなる厳罰が取り沙汰された。コンプライアンス委員会が「複数場所の出場停止」と処分意見をまとめた段階で大関陥落は不可避となったため、大関昇進から7場所（2020年5月場所は中止のため数えない）での関脇陥落となり、二代目増位山（大関で引退）と栃ノ心（2度目の関脇陥落）と並び、歴代ワースト3位タイ記録の短命大関となった。なお、2021年9月場所の番付発表前日までは大関の地位でいられる。理事会が決定した6場所出場停止により、大関陥落どころかその大関経験者としては第73代横綱に昇進した照ノ富士に次いで史上2人目となる幕下以下（三段目）の地位に陥落することとなった。ちなみに三段目の地位へ陥落に至るまでの番付推移は、下記の通りである。
- 2021年7月場所 - 西大関2枚目
- 同年9月場所 - 東関脇2枚目
- 同年11月場所 - 西前頭10枚目
- 2022年1月場所 - 東十両4枚目
- 同年3月場所 - 西幕下2枚目
- 同年5月場所 - 西幕下42枚目
- 同年7月場所 - 西三段目22枚目

### 18代錦島（7代高砂、元朝潮）の相撲協会退職
高砂部屋の先代師匠（7代高砂）の18代錦島（元大関・朝潮）は、5月21日のコラムで相撲ファンに謝罪し「入門から昨年まで師匠として、そんな指導はしていないし期待を裏切られた思いでいる。大関の地位にいながら考えが甘く自覚がなかった。信用を取り戻すためにどうするか、自問自答してほしい」と記していた。
ところが、6月10日と翌11日に18代錦島もガイドライン違反の外出をしており、協会コンプライアンス委員会の調査を受けたことや退職届を提出していたことが報じられた。相撲協会は同日の臨時理事会後、その事情について発表している。それによると、18代錦島は2020年春ごろからの原則私的外出禁止期間に朝乃山や付け人の力士を近くの飲食店に連れ出したり知人と複数回会食をしていたことを、同委員会の聴取を受けて認めた。5月25日までに同伴した付け人の聴取は終了しており、18代錦島は6月1日に退職届を提出し、同月10日付で受理された。これは理事会が18代錦島本人から聞き取りをしての結果であった。
これを重く見た同委員会は、2020年11月の高砂部屋継承後も18代錦島が部屋施設に居住し、8代高砂が部屋施設に居住していなかったことも朝乃山の監督不行き届きの一因と見ていた。8代高砂と18代錦島は6月4日の同委員会の会合に呼ばれ、部屋施設の家主を2021年7月中に8代高砂に変更することを確認されている。8代高砂は、朝乃山が18代錦島家族と会食をしていたことを同部屋力士から知らされ、朝乃山に注意し部屋の力士たちに外出禁止を遵守するよう訓示していた。しかし、朝乃山の外出には気づいていなかったという。

### スポーツニッポン新聞社の対応
5月20日、スポーツニッポン広報は、同紙相撲担当記者が同行していたとされる件について調査中であるというコメントを出した。
21日放送のフジテレビの情報番組である『バイキングMORE』に出演したフジテレビの相撲専属レポーターの横野レイコが、朝乃山が相撲協会幹部の怒りを買った要因として「一番の罪は大関であるという立場と、もうひとつは調査に嘘をついていた。それで協会を翻弄させた」とした上で「一緒にいた記者と口裏合わせをしていたので…させられたのかもしれないですけど」という指摘をしている。
27日には調査継続中であり、社内調査のみでなく中立性・公平性を保つため第三者の弁護士にも依頼をしていることや、日本相撲協会からの照会への対応の必要があることがスポーツニッポン新聞社名義で報告された。事実関係が明らかになった段階で公表するとしていたが、朝乃山の処分が決定した6月11日に元記者を同月10日付で諭旨解雇処分、監督責任を負う代表取締役社長と常務取締役編集担当が1ヶ月の役員報酬20%、上司の執行役員東京本社編集局長が1ヶ月の役員報酬30%を返上することを発表した。
発表によると、元記者は5月7日夜、週刊文春取材班の車まで行って恫喝した後、同月19日に上司から同誌からの質問状が届いたことを知らされた。元記者は「トレーナーを紹介され、施術を受けた」とする口裏合わせを考え、内容を朝乃山にメールと電話で伝え、上司にも同様の説明をした。しかし同日夜に朝乃山からLINEで、「ごめんなさい」「全部ばれてます」と連絡を受けたため、上司に事実を認めて謝罪した。同月20日、元記者は編集局長及びスポーツ担当部長から事情聴取を受け、4月26日から29日の間の1日及び30日、5月7日の同行を認めた。このため翌21日からの就業差し止めを通告されていた。
スポーツニッポンは元記者が朝乃山より年長で規則順守を助言する立場にありながら、正反対の行動を取った事実も重く見て処分を決定したという。

### 出身地の反応
事の重大さに気付いた朝乃山は、19日に両親と地元の富山後援会理事長に、20日朝に東京後援会の幹部に電話をしているという。
朝乃山の父親は、「何をしとるんじゃ!」と一喝しており、引退勧告処分を覚悟する一方で「『もし幕下以下に落ちてもやる気はある』と言っていました」「皆さんにご迷惑をおかけして本当に申し訳ないです。協会に残ることができれば死に物狂いでやらせていただきます」と朝乃山の思いを代弁した。朝乃山に相撲協会から処分が下った翌日には上京し、18代錦島（7代高砂）夫妻や8代高砂、東京の関係者に謝罪をして回っているという。
朝乃山の故郷、富山後援会の理事長も「日本相撲協会の処分を受け入れて、私たち後援会は、彼が力士であるかぎり応援していくので、皆様にはもう一度、朝乃山を育てるという気持ちで、応援していただければと思います」と謝罪した。
出身地でもある富山市呉羽町の呉羽地区自治振興会の役員・地元有志が「相撲人としての過ちは相撲で返す朝乃山を信じている」と寛大な処分を求める嘆願書の署名活動を始めた。「処分は真摯に受け止めますので、引退（勧告）だけは何とか避けたいです」との趣旨であるという。24日夕の富山市内各自治振興会の代表者の会合では、出席者約40人の大半が署名に応じ、締め切りの28日までに8500人、追加で1000人もの署名が集まったという。呉羽地区自治振興会の関係者も、「生きている間にもう一度、朝乃山の相撲を見たいというご老人もいます。どうして休んだのかと泣いてしまう子どももいます。朝乃山にはそれだけのことをしたことを自覚してほしいです。何とか再び土俵に立つチャンスを与えていただきたいと思います」と話している。署名は嘆願書とともに6月上旬にも相撲協会に郵送される予定と報じられた。
処分決定後、富山県の新田八朗知事が「厳しい処分になりましたが、角界に残ることができた」とした上で、「いま一度、原点に立ち返り、相撲道に精進し、再起することを願っています」とコメントした。署名を集めた富山市呉羽町自治会の会長は「処分を真摯に受け止め、復活を期待して今後も応援していくつもりです」と話し、母校の富山商業高校相撲部元監督の父親は「もう一度0からやり直してまた這い上がって、富山に帰ってくるときは、横綱にならなければ帰ってこれないぐらいに思っております」と厳しい処分を受け止めている。富山後援会の理事長は「角界に残り、県民の方に恩返しする場をいただけて良かった」「本人が精神的にも成長した上で、県民の皆様にもう一度育ててもらいたいです」と、安堵の言葉を述べている。

### 相撲関係者・協会OBの反応
- NHK大相撲解説者の北の富士（第52代横綱）は5月20日のコラムで、「意見をする者がいなくなりやりたい放題になってやせぬか、一度大関から落ちた方がいいと書いたが（8日目、17日[190]）、図らずもその通りになってしまったのだから冗談も言えない。罪を憎んで人を憎まずとも言います。何とか立ち直ってもらいたいと願うばかりである」と嘆いた[191]。同月24日には、「朝乃山は座禅でも組んで精神面を磨くこと。私も大関で不調が続いた時、座禅を組みに行ったものだ。しかし、2日で帰ってきたのでこんなことも言う資格はない。とにかく稽古せよ。キャバクラは人の目に付くのでお座敷にしなさい。それに神楽坂は俺の縄張りだから注意した方がいい。とにかくコソコソ遊んでないで堂々と遊ぶこと。今度、俺が教えてやる。」と自虐と諧謔を交えて激励している[192]。朝乃山の出場停止3場所目となる2021年11月場所千秋楽（29日）のコラムでは、「テレビでも少し話したことだが、そろそろ謹慎を解いてはどうか。あと3場所休場すると、三段目まで落ちることになる。大関に返り咲くのは2年後になってしまうことになる。下手をすれば貴重な財産を協会は失うことになりかねない。協会の規則を破ったのはもちろん悪いことだが、たかが酒を飲みに行っただけのことではないか」と意見を述べていた[193]。
- 高砂部屋出身の元朝青龍（第68代横綱）が同20日に自らのTwitterを更新し、「朝乃山よ新聞記者に信じてダメ! クズばっかりだから!（原文ママ）」とツイートしている[194][195]。元朝青龍は同年11月に来日した折に高砂部屋の九州宿舎を訪れて朝稽古を見学し、「もう一度、関取になるまで一回も負けずにいきなさい。戻ってこい」と朝乃山を激励した。自らのTwitterには、朝乃山とのツーショットとともに「朝乃山に勇気、張り手一発」と投稿している[196][197]。
- 一部報道では、朝乃山は大人しく夜遊びするような印象がなかったため、親方衆や力士たちは一様に驚いていると伝えられている。20日に朝乃山から連絡を受けた東京後援会幹部も「驚きしかないですね。すごいショック」「彼は真面目で感染対策には非常に気をつけていました。とても自ら夜に出る男じゃないんだけど…」と話していたという[198]。一方、自分に甘い面があり、高校時代からサボり癖や手抜き癖などで相撲部監督に叱責を受け、大相撲入門後も巡業で稽古をつけた日馬富士が「（自分たちは）横綱に胸を貸してもらったら必死だった。遊びじゃない。もっと厳しい稽古をしてほしい」と語っていたという[199]。
- 場所後の24日に横綱審議委員会の定例会合が行われ、矢野弘典委員長は「正直、失望しました。日ごろ部屋の師匠（8代高砂）はどういう指導をしているのか疑問が残ります。何と言っても、協会の看板力士ですから。次の横綱に一番近い。あまりにも軽率で自覚が足りない」と朝乃山と師匠を厳しく非難した[200]。しかし「心を入れ替えてやり直してほしい。素晴らしい素質を持っている力士だというのはみんなが認めていますから。今回のことが本当の意味の反省材料になれば、次の道も開けるんじゃないでしょうか」と反省の後の再起を期待するコメントをしている[201]。朝乃山の休場4場所目が終わった2022年1月24日に行われた同委員会の定例会合後の代表取材に対して、朝乃山の休場処分について委員から雑談レベルではあったが「何とかならないか。再考の余地があるなら、再考してもらいたい」という声が出たことを明かしている。相撲協会は軽減を否定しているという[202][203]。
  - 英乃海のカジノ賭博問題の処分が決定した際は、一部報道から「法律違反をしていない朝乃山が6場所出場停止で、違法賭博で書類送検までされた英乃海が1場所出場停止なのは妥当だろうか」という声が聞かれた[204]。
- 15代武蔵川（第67代横綱・武蔵丸）も同月25日のコラムで、「お相撲さんだけでなく、みんながそれぞれに我慢しているなか、緊張感もなく、大関としての自覚もなかった」としながらも、とことん反省したあとは落ち込まずに復帰に向けて稽古をするように勧め、「どこか『心』が足りていなかったんだろうけど、ここで『心』の稽古もし直すんだ。大丈夫だよ、まだ若いんだから」と励ましている[205]。
- 報道は処分の厳しさについて「事実上の引退勧告」であると伝え[160]、一部は高砂部屋へのペナルティーでもあると報じている。かつては所属の横綱・朝青龍が多くの問題を起こしており、朝青龍が泥酔暴行問題を起こして引退したときに師匠（当時は7代高砂、後に18代錦島）は監督責任を問われ役員待遇委員から主任へと2階級降格している[206]。「高砂部屋は何一つ変わってない」と話す親方もいたという[207]。
- 6月22日に電話取材に応じた大関の正代は「同じ『大学出身力士』だから気にかけるところはありました」としながらも、自身がカド番であったため「僕も人のことを考えている場合じゃなかった。心配しつつもそこの余裕はなかったという感じです」と5月場所中を振り返った。「（出場停止は）1年間（6場所）ですよね。休場が明けたらすぐに戻ってくると思いますよ」と話している[208]。

### 相撲ライター・相撲ファンの反応
- Yahoo!ニュースのオーサーである、スポーツライターの飯塚さきは問題が報じられた5月場所の11日目に大相撲を観戦しているが、「観客の一人として本当に楽しめなかった」と記している。こそこそ隠れて行ったガイドライン違反の発覚時に、嘘をついて保身に走った朝乃山に「“大関”の自覚はなかったのか」という憤りを感じており、また厳罰によって他の力士にも迷惑が及ぶことにも言及している。師匠の8代高砂からは「大変な迷惑をかけて申し訳ないです。まだ若いので一から出直してほしいです」というメッセージを受け取っているという[209]。
- 相撲ライターの佐藤祥子も日刊スポーツスポーツ部デスクの佐々木一郎と能町みね子との鼎談を行っており、2021年7月場所中に記事となった。能町は朝乃山の兄弟子にあたる朝青龍のサッカー問題（2007年）[210]に対する処分について、「この時は2場所の出場停止処分で、これですら当時の私は『重いのでは?』と思っていたんですよ」と前置きしつつ「でも今がコロナ禍という前代未聞の事態というだけで、キャバクラに行くことなんて普通なら何も悪いことではないですね。3場所や6場所の出場停止って、休場中の横綱のサッカー問題や野球賭博問題を超えるほどの重罰なのか? と、その整合性がわからなくて」と疑問を呈し「朝乃山が処分明けから順調に勝ち進んだとしても、幕内復帰ができるのが最短で2年後になるんです。だから実質、2年の謹慎と言ってもいい。現在27歳ということで現役力士としてとても大事な時期なのに、そこまで考えられての処分なのかな? 不満というか、私は疑問なんです」と述べた[211]。これに対して、佐々木がコロナ禍でのことであり過去の事例との比較は出来ないと説明し、朝乃山が感染した場合「集団生活である相撲部屋の他の人間にうつしてしまう。あげくは本場所開催そのものに影響してくる可能性がある。個人だけにとどまらない、大きな影響を秘めているというところ。そこが処分の重くなる要因のひとつだと思っているんですよ。それこそ協会員約1000人の生活、ひいてはその家族たちの生活にも関わり兼ねない。その観点での捉え方をすれば、なかなかに重大な事だと判断されたのではないか」「尾車コンプライアンス部長も、『朝乃山は最初から本当のことを言っていれば、3、4場所で、ここまでの処分ではなかっただろう』と明言しているんです。それと、ご存じの通り、相撲界は師弟関係、信頼関係を大事にします。今回は昨年11月に朝乃山の所属する高砂部屋の師匠が交代したばかりでもあり、師匠の監督責任も問題視され、師弟関係の在り方にも言及されていました。『師匠がちゃんと監督できていない』ともはっきり指摘されているんですね。大関がこんなに何度も外出していたら、本来なら師匠がわかって然るべきだ、と」と異例の重罰になった理由を分析している[212]。
- 処分を受けて1年後、朝乃山は三段目の土俵で復帰すると見られるが、相撲ファンからは「下で当たる力士がかわいそうです」という声が上がっている。怪我で番付が下がるわけではなく、力量差から対戦力士が負傷することをおそれる意見もあった。朝乃山と同じく不要不急の外出禁止のガイドラインに違反して3場所出場停止処分を受けた阿炎は幕下で復帰したが、復帰後2場所連続で幕下優勝して関取復帰を決めており、力量差は歴然としていた。阿炎と対戦した力士は「勉強になった」などと出世の糧にする気持ちをあらわす前向きな発言をしていたが、成績次第で可能性があった力士は「対戦すること自体は仕方ないと思っていますし、それは言い訳になってしまうこと」と前置きした上で、「でも正直『当たったら最悪だな』というのはありました。見ていても全然（阿炎の実力は）違いますし…」と漏らしていたという[213]。
- 2021年6月の第10回大相撲総選挙の結果発表では処分期間中にもかかわらず3位（2233票）にランクイン。投票者からは「反省してやり直してほしい」というエールが続々聞かれた[214]。

### その他の反応
- 脳科学者の茂木健一郎が6月11日にTwitterを更新し、「朝乃山関も反省すべき点は反省すべきだと思うけど、一番悪いのは飲みに誘っていた担当記者さん」と私見を述べ、「将来を考え寛大な処置を」と願っていた[215][216]。
- 野球評論家の張本勲も6月13日放送のTBS系『サンデーモーニング』にリモート出演中、「同じスポーツマンとして、まず大バカ野郎」と厳しい言葉を述べたが、「若い時は失敗や間違いがある。先は長いから。（膝の負傷や内臓疾患の影響で序二段まで陥落、大関に再昇格した。）照ノ富士を見てみなさい。内容は違うけど、一旦下まで落ちて、付け人もいない、給料も出ない。それからはい上がってきた。一生懸命に稽古して、はい上がってこいよ。待ってるから」と復帰への期待を寄せるコメントをしている[217]。
- 山口元一弁護士は「誉められた行動ではないですし、ガイドラインには違反しているのでしょうが、所詮は私生活上の行状に過ぎません」として「番付の低下による減収もあわせ、これが仮に労働者に対する懲戒処分であれば、協会の調査に対して一度は否定したこと、看板力士として業界の社会的な評価に一定の責任を負っていることをあわせて考えたとしても、あきらかに行為と処分のバランスを失しており、過酷すぎる処分として違法となると思います」とコメントしている[218]。なお、2011年の大相撲八百長問題で解雇された蒼国来が起こした訴訟における東京地裁の判決は、相撲協会と力士との間で結ばれている契約は「準委任契約」（力士は個人事業主）であり「処分の手続きに違法があった」という蒼国来の主張を認めている[219]。
- 永谷園が朝乃山の処分決定を受けて、朝乃山の2020年12月から1年間のCMタレント契約解除を決定したことが6月14日に分かっている。永谷園は、これまではのぼり旗や化粧まわしを朝乃山に贈呈していたが、2021年11月末までの契約期間中に朝乃山が土俵に立つことが出来ず、制作中のCMがお蔵入りとなったためで「今後は相撲協会の取り組んでいる感染予防策の徹底をし、復活を期待しています」と永谷園の広報担当者はコメントしている[220][221]。

## 取り口
中学時代までは押し相撲であったが高校時代に恩師の浦山から四つ相撲を学び、これが後に大相撲で操る取り口となっている。
基本的に右四つになると非常に強い。右を差して胸を合わせて足を寄せて寄るか上手投げで仕留める速攻相撲が持ち味。懐が深く、廻しを取る手がよく伸びる。突き崩してからの上手投げもある。右差しを深くねじ込み左前みつを掴むと十分の体勢になる。長年、異口同音に右四つの型が評価されており、よく腰が下り、調子の良い時は強引な右差しで打開する一方、相撲の遅さは一貫して課題として残り続けており、特に四つに組めないと相撲が長引く。また、若い頃は左上手の取り方が悪いと指摘があった。
2019年頃になると右からの掬い投げを武器とするようになり。立合いの厳しさが増して左上手が取れない相手には突き放す相撲を取るようになった。初優勝までに負け越しを繰り返して足踏みしていた頃はまわしを引いても安易な投げに頼ったりして墓穴を掘ることが少なくなかったため、これは高砂から「攻めろ。四つ相撲でも攻撃的にいかない限り勝てない」と注意された。
2019年冬巡業の様子を見ていた14代玉ノ井は稽古で四股、すり足が少ないと指摘していた。また、番付が上がるにつれて上位相手には得意の右四つ左上手に簡単になれないことが課題となり、大関昇進が近付くにつれて右四つになれなくても勝てる相撲、脇甘を治すことが大関昇進に向けての急務となった。一方で大関昇進の白星数の目安を満たさずに昇進したのは正攻法の取り口が評価されたためであるという見方もある。大関昇進後、師匠の7代高砂はやはり正攻法の相撲を取っていたことが大関昇進を掴んだ要因だと指摘。7月場所中、15代武蔵川からは体重をこれ以上(172kgより)増やさないこと、出し投げなどに頼らず前に出て土俵外に出す相撲を心掛けることを助言された。
しかし大関昇進後は稽古不足、下半身の弱体化、右四つ左上手の型の劣化を指摘されており、消極的な相撲も指摘された。出場停止明け以降も立ち合いの圧力、前に出る相撲に欠けて下がる相撲、雑な相撲、スタミナ不足、相撲の稽古の不足が指摘されている。
出場停止後は強行出場を繰り返しているが、これについては「長期出場停止と番付降下を合わせた実質2年の空白期間もあり、これ以上時間を無駄にすることに抵抗があるため」という見方もある。
出場停止以前は右下手から廻しを取る相撲であったが、それ以降は左上手から廻しを取る相撲に変えている。これは、師匠が押し相撲を得意とした7代高砂から、四つ相撲の8代高砂に代わった影響とされる。

## エピソード

### 趣味・嗜好
- タレントの磯山さやかの大ファンであり[32]、令和元年5月場所に初優勝を果たし昼の番組に出演した際には、別番組の収録で偶然テレビ局内に居合わせた磯山と会ったという[13]。
- 趣味は格闘技観戦。ボクシングやK-1はよく観戦していたが、プロレスは痛そうなのであまり観ていなかった[4]。
- 好物は寿司、甘い物（特にショートケーキ）[40]。富山ブラックも好物。2019年から2020年の年末年始でも帰郷した際に食した[257]
- 2018年夏巡業中、日刊スポーツの絵日記企画で「夏はスイカよりメロン」と明かした。実際、同年7月場所も毎日メロンを4玉（可食部は約2kg）食べて乗り切ったという[258]。

### 取組・稽古・巡業関連
- 相撲界に入って一番つらいこととして、2018年1月場所の取材で「巡業が大変かな」と答えている[40]。
- 2017年4月9日、大相撲春巡業静岡場所で日馬富士に胸を出してもらい、休み休みながら20分間に渡ってぶつかり稽古が続けられた。途中で立てなくなると足で気合を入れられ、集中力欠いていると見るや否や、強烈なかち上げで活を入れられた[259][260]。
- 左四つの名手である稀勢の里は、右四つの強い朝乃山としばしば稽古を行っていた[4]。2017年10月6日の横浜場所でも喧嘩四つの相手と稽古をしたいということからか、稀勢の里に指名された[261]。
- 2023年3月場所5日目に栃ノ心と十両以下の土俵では史上初となる大関経験者同士の対決となったが、寄り切りで破って恩返しを果たした[262]。
- 2024年3月場所5日目の豊昇龍戦で土俵際で逆転の下手投げを食らって初顔からの5連敗を喫した[263]。

### その他相撲関連
- 2017年10月30日、十両昇進確定から半年余りを要してようやく母校・近畿大学から化粧廻しを贈呈された[264]。
- 2018年1月場所後の時点では化粧廻しを5本持っている[40]。
- 2020年3月1日に26歳の誕生日を迎えたが、この日は新型コロナウイルスの感染拡大を受けて、2020年3月場所の開催可否が協会の臨時理事会で決定する日でもあった[265]。
- 2020年5月4日、日本相撲協会は新型コロナウイルスの感染拡大に伴う緊急事態宣言の延長を受け、24日に初日を予定していた5月場所の中止を発表。朝乃山にとっては新大関の場所だったが、師匠の高砂は日刊スポーツの電話取材で「（朝乃山）本人は『ひまでありがたい』と言っているようだ。余計な神経を使わずに済むから。そうやってプラスに考えればいい」と話していた[266]。
- 大関時代に地方場所の土俵に上がったことがなく、横綱との対戦がない。
- 2021年の出場停止処分期間中には、同じくして出場停止処分の経験があるバドミントン選手の桃田健斗の著書『自分を変える力』（2021年、竹書房）を読み自らの姿を重ねた[267]。
- 不祥事により大関から幕下以下に落ちた際は元大関のプライドを捨て、包丁を握ってちゃんこの下準備を手伝った[268]。
- 朝乃山は2022年10月15日に、石川県羽咋市内で髪結い実演のモデルを務めた。会場内では歓声が上がったが、ネット上にこれが公開されると「大銀杏は通常、十両以上の関取のみが許されるもの。いくら大関経験者だからとはいえ、今は幕下であるため結う資格はない」という批判の声が多く上がった。ただし、髪結いの実演で力士養成員が大銀杏を結うことは大相撲のしきたり上認められている行為であり、こうした批判は不祥事による6場所出場停止で番付を下げた立場であることによるものであった。本人はこれについて「もともとは僕がキャバクラに行ったのが自覚のなさでした」と受け止めた[269]。
- 2023年7月場所前の同年6月29日、愛知県蟹江町にある名古屋場所稽古場が同日朝の豪雨で浸水。30日以降は土俵の足元が悪いため相撲を取る稽古が中止になり、稽古をするなら出稽古に頼らざるを得なくなった[270]。
- 2024年5月場所は、三役復帰も巡業中のケガで休場。翌7月場所ではこれまでの漆黒のものではなく、鮮やかな輝く緑色の締め込みに変えた。締め込みの変更は、最初は赤紫(この締め込みで初優勝)、その後黒、緑となった。本人は、「土俵に上がれる喜び。これを大事にしたい。」とコメントした。

### 不祥事を経て
- 不祥事で処分を受けたのと同時期に祖父が死去した際は「心労などの苦労をかけたせいだ」と後悔し、「自分はなぜ、大相撲の世界に入ったのか」とまで考えた。師匠の8代高砂とは進退について話し合ったが、最終的には8代高砂の慰留を受けて現役続行を決意。2021年8月には父も死去したが、関係者に対して「相撲はやめられない。相撲から逃げない。父のためにもはい上がってやる」と決意を語っていた[271][272]。
- 2023年3月場所前に八角理事長が『日刊ゲンダイDIGITAL』の取材に応じた際は「朝乃山について私が言えるのはひとつだけ。迷惑をかけた人、支えてくれた人へのお詫びは大関復帰ではなく、横綱昇進だよ、と。横綱になって初めてみそぎを済ませたと言えるんだよ、ということです」とエールを贈られている[273]。
- 2024年1月場所中の舞の海のコラムによると、不祥事による長期休場を経て同情論が高まり、復帰後は常に声援が大きいとのこと[274]。

### その他
- 2019年を表す漢字として本人は同年冬巡業中に「初優勝して、初めて三役にもなり、技能賞も初めて。“初”でいいんじゃないですかね」と相撲に絡めて振り返った[275]。
- 2020年6月からトレーナーとの協議の末、体調管理の一環として間食に野菜と果物のスムージーを取り入れた。このスムージーには疲労回復を促進する効果があり、7月場所中も欠かさず飲み「空腹を避けるようにしてきた」と本人は説明した[276]。

## 人間関係

### 力士・親方などとの関係
- ライバルの豊山に先に入幕された際には「小柳（豊山の本名）は先に幕内に上がりましたけど、焦りはないですよ。それよりも、あいつが上がれるなら俺もという気になれました。」と落ち着いてはいたが「やっぱりライバル。あいつに抜かれたら悔しいですし、それはあいつも同じはずですから。」とも話している[32]。
  - 一方で2018年の記事では豊山を「小柳さん」と呼んでいることがうかがえ、巡業中は明け荷を隣において一緒に話をしたり共に食事を行ったりして仲良くしている[40]。
- 2019年の夏場、7代高砂から「最近おまえのいい話を聞かない」と注意を受けた。同年5月場所の初優勝後「（富山に）帰ってきてもあいさつがない」などと郷土の後援者から不満の声が上がり、叱責を受けた朝乃山は反省して9月場所後に地元の後援者との交流会を開いた[277][278]。

### 恩師・浦山英樹との関係
- 2019年から2020年の年末年始では日刊スポーツの取材に対して「先生がいなかったら今の僕はいない。僕もその家族に加われればという思いがある」と浦山への気持ちを語った[257]。
- 浦山は死去する直前に「横綱になれるのは一握りだが、その一握りになれる可能性がおまえにはある。富山のスーパースターになりなさい」と朝乃山に手紙を書いたと伝わる[222]。恩師が朝乃山へ寄せた期待の程がうかがえるエピソードである。
- 朝乃山の下の名前であった「英樹」は本名ではない。本名は「広暉」であるが、四股名として登録する名前を「英樹」としていたのは恩師である浦山英樹への敬意によるものである。
- 2020年時点で、浦山の名が書かれた化粧廻しを所有している[279]。

### 角界外部の人物との関係
- タレントの志村けんとは面識がある[280]。

### 家族
- 3人兄弟の次男であるが、相撲をやっていたのは本人のみである[13]。
- 2021年8月16日に父親が急逝[281]。家族は全く異変を感じておらず、母親が買い物に出て帰ると倒れていた状態であった。朝乃山は同年6月27日に祖父が死去した折は協会からの処分が下ったばかりであったため葬儀への参列を断念したが、父親の通夜・葬儀には駆け付けたという[182]。

## 富山県・北陸繋がり
- 2017年4月19日には大相撲春巡業富山場所であった。富山場所は17年ぶり[282]。
- 2017年6月17日、富山市婦中町下轡田のファボーレで朝乃山のトークショーがあった。新十両から二場所連続で勝ち越しを決めた故郷のヒーローを一目見ようと大勢の市民らが駆けつけた。司会者の「ご飯はどれぐらい食べるのか」との質問には「米は丼三杯とおかずを少し。結構小食なので」と返し、笑いを誘った。プロの力士になる上で必要なものを問われると「何事にも挑戦する気持ちが必要だ」と力を込めた。7月場所に向け「勝ち越しを目指すので、応援よろしくお願いします」と話し、大きな拍手が送られた。その後の握手会には数百人の長蛇の列ができ、朝乃山関は笑顔で応じていた[283]。
- 2017年5月3日、高砂部屋で新化粧廻しの贈呈式が行われた。東京富山県人会から贈られ、富山湾から立山連峰を望む構図。朝乃山は「うれしい。シンプルでかっこいい。『ザ・富山』ですね」。同年5月場所初日から締めた[284]。
- 2017年8月2日に行われた夏巡業富山場所では、「人気はまさに横綱級」と報じられた[285]。
- 2017年9月27日に富山県庁を訪れた際、石井隆一富山県知事から賞状と金箔の杯セット、富山県産のコメの新品種「富富富」10㎏に、コシヒカリ1俵の目録を受け取った。石井が「全国放送のテレビでたびたび富山県出身であることが取り上げられ、県のイメージアップにつながって大変ありがたいです。」と話すと、朝乃山は「挑戦者の気持ちで挑んだことが好結果につながったと思います。九州場所も勝ち越し目指して頑張りたいです。」と答えていた。同日、富山北消防署で1日消防署長も務め、介護福祉施設や化学メーカーの事業所、病院などで火災予防のPR活動に取り組んだ。このうち富山県済生会富山病院では、朝乃山はあいさつの中で富山県の火災の出火率が低いことに触れて「二六年間連続して出火率がいちばん低いことは県民として誇りに思っています。これからも火災予防に取り組んでください」と呼びかけ、このあと朝乃山は笑顔で記念撮影に応じていた[286]。
- 朝乃山が入幕して以降、富山県内では朝乃山を応援する人々の熱気が加速している。相撲ライターの尾崎しのぶの友人などは、足を骨折した時も自身が経営しているバーの仕事場に立つなど仕事熱心な人物であるが、2017年9月場所中には「朝乃山が優勝したら店を早仕舞いしてでも優勝パレードに駆け付ける」と言っていた[287]。
- 2019年2月24日放送分の『ジャンクSPORTS』では、地元に帰ると実家の風呂が小さいのでスーパー銭湯に行くが、そこでミニ握手会のような状態になると地元での人気ぶりを自ら語った[288]。
- 故郷の富山県の方言では「おごってやる」ことを「だいてやる」と言うため、この言葉を言われたときは念の為「どっちの意味ですか」と聞いている[289]。
- 2019年9月場所は、同郷の富山県出身のYouTuberのはじめしゃちょーから15日間通して懸賞がかかった。懸賞は個人での申し込みは出来ず、「ハジメーン」という会社名での申し込みであったという[290]。YouTuberからの懸賞金は大相撲史上初[45]。なお放映権などの関係で、土俵上を回る懸賞旗の動画投稿は禁止との約束が交わされていた（懸賞旗ははじめしゃちょーのものなので、単体での使用はOK）[291]。2020年5月20日放送のチューリップテレビ「目指すは相撲界の頂点！新大関 朝乃山 愛と正義を徹底検証SP」の企画で両人のリモート対談が実現している[292]。
- 2020年2月15日にも大関昇進がかかる春場所を前に、地元富山市のファボーレで朝乃山のトークショーがあった。バレンタインデーに部屋へ自分宛てに段ボール2箱分のチョコレートが届いたエピソードを披露した[293][294]。
- 2024年の能登半島地震を経て現地の被災者達を元気付ける北陸出身力士としての応援の声が高まった[274]。
- 同じ富山市出身の同世代である村上英士朗とは郷土関連の会合にともに出席することがある[295]。

## 年表
- 2016年3月場所 - 三段目付出デビュー
- 2016年9月場所 - 幕下
- 2017年3月場所 - 新十両
- 2017年9月場所 - 新入幕
- 2019年11月場所 - 新小結（新三役）
- 2020年1月場所 - 新関脇
- 2020年7月場所 - 新大関
- 2021年9月場所 - 関脇陥落
- 2022年1月場所 - 十両陥落
- 2022年3月場所 - 幕下陥落
- 2022年7月場所 - 三段目陥落
- 2022年9月場所 - 幕下再昇進
- 2023年1月場所 - 十両再昇進（関取復帰）
- 2023年5月場所 - 幕内再昇進（幕内復帰）
- 2024年5月場所 - 小結再昇進（三役復帰）
- 2024年9月場所 - 十両再陥落
- 2024年11月場所 - 幕下再陥落
- 2025年3月場所 - 三段目再陥落
- 2025年5月場所 - 幕下再昇進
- 2025年9月場所 - 十両再昇進（関取復帰）

## 合い口
いずれも2025年5月場所終了現在。
（以下、最高位が横綱・大関の現役力士）
- 横綱・豊昇龍には5敗。大関同士の対戦はなし。豊昇龍の大関昇進後は3敗。
- 大関・琴櫻には2勝。大関同士の対戦はなし。琴櫻の大関昇進後は1勝。
- 元大関・髙安には2勝3敗（不戦勝1、不戦敗1含む）。大関同士の対戦はなし。髙安の大関在位中は1敗。
- 元大関・正代には9勝5敗。大関同士の対戦は2勝。
- 元大関・御嶽海には6勝6敗。大関同士の対戦はなし。
- 元大関・霧島には5勝4敗（不戦勝1含む）。大関同士の対戦はなし。霧島の大関在位中は2勝2敗。

引退力士（横綱・大関）
- 元横綱・白鵬には3戦全敗。
- 元横綱・鶴竜には2勝2敗（不戦勝1含む）。土俵上での最後の勝利は、2019年9月場所で決まり手は寄り切りで自身初金星となった。また、2020年3月場所14日目の対戦では、軍配差し違えにより、敗れた。結果として、鶴竜が最後の白星を挙げた取り組みとなった。
- 元横綱・照ノ富士には7戦全敗。初対戦は照ノ富士の大関陥落後（照ノ富士が関脇以下の地位）だった。照ノ富士の大関復帰後横綱昇進までの間は対戦は無く、横綱昇進後は2敗。
- 元大関・琴奨菊には2戦全敗。いずれも琴奨菊の大関陥落後かつ朝乃山の大関昇進前における対戦成績である。
- 元大関・豪栄道には4勝1敗。2019年5月場所から豪栄道の引退場所となった2020年1月場所まで4連勝と圧倒した。
- 元大関・栃ノ心には5勝2敗。大関同士の対戦はなし。栃ノ心の大関在位中は2勝。
- 元大関・貴景勝には5勝7敗。大関同士の対戦は2敗。貴景勝の大関在位中は4勝4敗。

### 幕内対戦成績
| 力士名   | 勝数 | 負数 | 力士名   | 勝数 | 負数 | 力士名   | 勝数 | 負数 | 力士名   | 勝数 | 負数  |
| -------- | ---- | ---- | -------- | ---- | ---- | -------- | ---- | ---- | -------- | ---- | ----- |
| 碧山     | 6    | 3    | 熱海富士 | 2    | 1    | 阿炎     | 8    | 4    | 安美錦   | 1    | 1     |
| 荒鷲     | 2    | 1    | 勢       | 3    | 2    | 石浦     | 5    | 0    | 逸ノ城   | 0    | 2     |
| 一山本   | 2    | 1    | 宇良     | 1    | 1    | 遠藤     | 5    | 7    | 炎鵬     | 1    | 1     |
| 阿武咲   | 8    | 3(1) | 王鵬     | 3    | 0    | 隠岐の海 | 11   | 1    | 魁聖     | 2    | 3     |
| 輝       | 3    | 5    | 鶴竜     | 2(1) | 2    | 旭大星   | 1    | 0    | 霧島     | 5(1) | 4     |
| 金峰山   | 1    | 0    | 豪栄道   | 4    | 1    | 豪ノ山   | 1    | 0    | 琴恵光   | 2    | 1     |
| 琴ノ若   | 2    | 0    | 琴奨菊   | 0    | 2    | 琴勝峰   | 1    | 0    | 琴勇輝   | 2    | 2     |
| 佐田の海 | 6    | 2    | 志摩ノ海 | 2    | 0    | 正代     | 9    | 5    | 湘南乃海 | 2    | 0     |
| 松鳳山   | 2    | 0    | 蒼国来   | 1    | 1    | 大奄美   | 4    | 1    | 大栄翔   | 8    | 14(1) |
| 大翔丸   | 0    | 5    | 貴景勝   | 5    | 7    | 貴ノ岩   | 1    | 0    | 隆の勝   | 6    | 1     |
| 髙安     | 2(1) | 3(1) | 宝富士   | 8    | 2    | 豪風     | 2    | 1    | 尊富士   | 1    | 0     |
| 玉鷲     | 5    | 4    | 美ノ海   | 1    | 0    | 千代翔馬 | 3    | 0    | 千代大龍 | 1    | 2     |
| 千代の国 | 2    | 0    | 千代丸   | 1    | 3    | 剣翔     | 1    | 0    | 照強     | 1    | 1     |
| 照ノ富士 | 0    | 7    | 德勝龍   | 1    | 1    | 栃煌山   | 2    | 3    | 栃ノ心   | 5    | 2     |
| 翔猿     | 3    | 0    | 友風     | 2    | 1    | 錦木     | 9    | 2    | 白鵬     | 0    | 3     |
| 英乃海   | 1    | 0    | 平戸海   | 3    | 0    | 豊昇龍   | 0    | 5    | 北青鵬   | 1    | 2     |
| 北勝富士 | 11   | 3    | 御嶽海   | 6    | 6    | 水戸龍   | 1    | 0    | 翠富士   | 0    | 1(1)  |
| 妙義龍   | 9    | 2    | 明生     | 9    | 3    | 矢後     | 2    | 0    | 豊山     | 4(1) | 2     |
| 嘉風     | 2    | 2    | 竜電     | 8    | 5    | 若隆景   | 1    | 2(1) | 若元春   | 3    | 1     |

（カッコ内は勝数、負数の中に占める不戦勝、不戦敗の数。太字は2025年7月場所終了現在、現役力士。）

## 主な成績

### スピード記録
2025年1月場所終了現在
- 新三役から大関昇進までの三役所要場所数：3場所（歴代8位タイ・年6場所制以降では歴代2位タイ）
- 新三役から大関昇進までの所要場所数：3場所（歴代7位タイ・年6場所制以降では歴代2位タイ）
- 三段目付出デビューから新入幕までの所要場所数：9場所（歴代3位）
- 三段目付出デビューから幕内優勝までの所要場所数：20場所（歴代1位）
- 三段目付出デビューから初金星までの所要場所数：22場所（歴代1位）
- 三段目付出デビューから大関昇進までの所要場所数：25場所（歴代1位）

### 通算成績
2025年7月場所終了現在
- 通算成績：371勝184敗156休（56場所）
- 通算勝率：.668
  - 幕内成績：244勝153敗98休（33場所）
  - 幕内勝率：.615
    - 大関成績：51勝24敗30休（7場所）
    - 大関勝率：.680
      - 新大関成績：12勝3敗（歴代7位タイ・年6場所制以降は歴代6位タイ）

    - 三役成績：32勝13敗30休（5場所）
    - 三役勝率：.711
      - 新三役成績：11勝4敗（歴代6位タイ）
      - 新三役勝率：.733（歴代6位タイ）
      - 関脇成績：21勝9敗15休（3場所）
      - 関脇勝率：.700
      - 小結成績：11勝4敗15休（2場所）
      - 小結勝率：.733
        - 新小結成績：11勝4敗（歴代5位タイ・年6場所制以降では歴代4位タイ）

    - 前頭成績：161勝116敗38休（21場所）
    - 前頭勝率：.581

  - 十両成績：56勝19敗30休（7場所）
  - 十両勝率：.717
  - 幕下成績：40勝8敗28休（11場所）
  - 幕下勝率：.833
  - 三段目勝率：31勝4敗（5場所）
  - 三段目勝率：.886
- 三役経験のない力士の優勝：史上3人目
- 年間最多勝回数：1回（年6場所制においては最少数の勝ち星）
  - 2019年（55勝35敗・少数勝星で歴代1位(年6場所開催のみ)、年5場所時も含めると歴代2位）
- 小結以下の地位で年間最多勝：史上唯一
- 関脇以下の地位で年間最多勝：史上3人目
- 三段目付出デビューからの大関昇進：史上唯一
- 新三役からの連続2桁勝利記録：5場所（2019年11月場所 - 2020年9月場所。歴代3位・年6場所制以降では歴代2位。）
- 幕内連続2桁勝利記録：6場所（2019年9月場所 - 2020年9月場所）
- 新大関の初日からの連勝記録：9連勝（歴代3位タイ）

### 各段在位場所数
2025年7月場所終了現在
- 通算在位：55場所
  - 幕内在位：32場所
    - 大関在位：7場所（短命大関として、増位山・栃ノ心と並んで歴代3位タイ）
    - 三役在位：4場所
      - 関脇在位：3場所
      - 小結在位：2場所

    - 平幕在位：21場所

  - 十両在位：7場所
  - 幕下在位：11場所
  - 三段目在位：5場所

### 各段優勝
2025年7月場所終了現在
- 幕内最高優勝：1回（2019年5月場所）
- 十両優勝：1回（2023年1月場所）
- 幕下優勝：1回（2017年1月場所）
- 三段目優勝：2回（2022年7月場所、2025年3月場所）

### 三賞・金星
- 三賞：6回
  - 殊勲賞：2回（2019年5月場所、2019年9月場所）
  - 敢闘賞：3回（2017年9月場所、2018年7月場所、2019年5月場所）
  - 技能賞：1回（2019年11月場所）
- 金星：1個
  - 鶴竜：1個（2019年9月場所）

### 場所別成績
| | 一月場所 初場所（東京）     | 三月場所 春場所（大阪）    | 五月場所 夏場所（東京）     | 七月場所 名古屋場所（愛知） | 九月場所 秋場所（東京） | 十一月場所 九州場所（福岡）  |
| --- | --------------------------- | -------------------------- | --------------------------- | --------------------------- | ----------------------- | ---------------------------- |
| 2016年 （平成28年） | x                           | 三段目付出100枚目 5–2      | 東三段目66枚目 6–1          | 西三段目11枚目 6–1          | 西幕下36枚目 6–1        | 東幕下14枚目 5–2             |
| 2017年 （平成29年） | 西幕下7枚目 優勝 7–0        | 東十両12枚目 10–5          | 東十両7枚目 8–7             | 西十両5枚目 11–4            | 東前頭16枚目 10–5 敢    | 西前頭11枚目 5–10            |
| 2018年 （平成30年） | 西前頭16枚目 9–6            | 西前頭13枚目 8–7           | 西前頭12枚目 7–8            | 西前頭13枚目 11–4 敢        | 西前頭5枚目 7–8         | 西前頭5枚目 6–9              |
| 2019年 （平成31年 /令和元年） | 西前頭8枚目 8–7             | 東前頭8枚目 7–8            | 西前頭8枚目 12–3 殊敢       | 東前頭筆頭 7–8              | 西前頭2枚目 10–5 殊★    | 西小結2 11–4 技              |
| 2020年 （令和2年） | 東関脇 10–5                 | 東関脇 11–4                | 感染症拡大 により中止       | 西大関 12–3                 | 東大関 10–5             | 西大関 1–2–12                |
| 2021年 （令和3年） | 東大関2 11–4                | 西大関 10–5                | 東大関 7–5–3                | 西大関2 出場停止 0–0–15     | 東関脇2 出場停止 0–0–15 | 西前頭10枚目 出場停止 0–0–15 |
| 2022年 （令和4年） | 東十両4枚目 出場停止 0–0–15 | 西幕下2枚目 出場停止 0–0–7 | 西幕下42枚目 出場停止 0–0–7 | 西三段目22枚目 優勝 7–0     | 東幕下15枚目 6–1        | 東幕下4枚目 6–1              |
| 2023年 （令和5年） | 西十両12枚目 優勝 14–1      | 東十両筆頭 13–2            | 東前頭14枚目 12–3           | 東前頭4枚目 8–4–3           | 西前頭2枚目 9–6         | 東前頭筆頭 4–4–7             |
| 2024年 （令和6年） | 西前頭7枚目 9–3–3           | 西前頭筆頭 9–6             | 東小結 休場 0–0–15          | 東前頭12枚目 3–2–10         | 西十両3枚目 休場 0–0–15 | 東幕下筆頭 休場 0–0–7        |
| 2025年 （令和7年） | 西幕下41枚目 休場 0–0–7     | 西三段目21枚目 優勝 7–0    | 西幕下14枚目 6–1            | 西幕下筆頭 5–2              | 十両 –                  | x                            |
| 各欄の数字は、「勝ち-負け-休場」を示す。 優勝 引退 休場 十両 幕下 三賞：敢=敢闘賞、殊=殊勲賞、技=技能賞 その他：★=金星 番付階級：幕内 - 十両 - 幕下 - 三段目 - 序二段 - 序ノ口 幕内序列：横綱 - 大関 - 関脇 - 小結 - 前頭（「#数字」は各位内の序列） |                             |                            |                             |                             |                         |                              |

## 改名歴
- 石橋 広暉（いしばし ひろき）2016年3月場所 - 2017年1月場所
- 朝乃山 英樹（あさのやま ひでき）2017年3月場所 - 2022年5月場所
- 朝乃山 広暉（- ひろき）2022年7月場所 -

## メディア出演

### テレビ番組
- 密着180日!大相撲〜新時代を担う力士たち〜 （2018年3月9日、BS-TBS) [296]
- 富山のスターになりなさい 朝乃山名古屋場所までの1440時間 （2018年8月15日、チューリップテレビ）
- 大相撲密着450日 目指せ!大関・新三役 （2018年12月14日、BS-TBS）[297]
- ジャンクSPORTS 大相撲スペシャル （2019年2月24日、フジテレビ）
- 令和のスター誕生!朝乃山初優勝に密着&意外な素顔に迫る! （2019年7月3日、チューリップテレビ）
- さらさらサラダ 開幕直前!大相撲名古屋場所 （2019年7月5日、NHK総合）
- 令和元年大相撲名古屋場所前夜祭 （2019年7月6日、中部日本放送）
- 感動!大相撲がっぷり総見～令和初!一月場所を百倍楽しく見る極意〜（2020年1月2日、BSフジ) [298]
- ニュース シブ5時「能町みね子のシブ5時相撲部」（2020年1月10日、NHK総合）
- 越中とやまスペシャル 「おめでとう！朝乃山　大関昇進」 （2020年4月10日、NHK富山）
- 目指すは相撲界の頂点！新大関 朝乃山 愛と正義を徹底検証SP （2020年5月20日、チューリップテレビ）
- 祝！大関昇進 朝乃山 いざ頂点へ （2020年5月23日、NHKBS1）
- 大相撲特別場所 ～テレビ桟敷へようこそ～ （2020年5月24日、NHK総合）
- KNBふるさとスペシャル はっけよい！朝乃山 ～室井滋が語ったのこった大関愛～ （2020年7月18日、KNBテレビ）
- 大相撲この一年 夢紡いだ支え（2020年12月30日、NHK総合）

### ラジオ
- いまスポーツができること （2020年4月18日、NHKラジオ第一）